# Уиллс, Боб
Боб Уиллс (англ. Bob Wills, 6 марта 1905 — 13 мая 1975) — американский музыкант, бэнд-лидер. Считается одним из основателей стиля вестерн-свинг. Во времена расцвета жанра, на протяжении 1940-х годов, его группа Wills and His Texas Playboys была одной и самых популярных музыкальных групп Соединённых Штатов.
В 1968 году Боб Уиллс был включён в Зал славы кантри, а в 1999 году — в Зал славы рок-н-ролла в категории «Ранние влияния».
Две песни в исполнении Боба Уиллса и его группы Texas Playboys (англ. Bob Wills and His Texas Playboys), — «Ida Red» и «Take Me Back To Tulsa», — входят в составленный Залом славы рок-н-ролла список 500 Songs That Shaped Rock and Roll.

## Дискография
- См. «Bob Wills § Select discography» в английском разделе.